# Conte di Berkshire
Conte di Berkshire è un titolo ereditario della nobiltà inglese della parìa inglese.

## Storia
Il titolo venne creato per la prima volta nel 1621 per Francis Norris, barone Norris di Rycote, il quale morì l'anno successivo e con lui il titolo si estinse.
La seconda creazione venne realizzata nel 1626 in favore di Thomas Howard, I visconte Andover. Egli era il figlio secondogenito di Thomas Howard, I conte di Suffolk. Sua madre era Katherine, figlia di sir Henry Knyvett di Charlton nel Wiltshire. Howard venne creato anche barone Howard di Charlton, nella contea di Wiltshire, e visconte Andover, nella contea di Southampton. Nella prosecuzione dei titoli nella casata si giunse al 1745 quando alla morte di un suo cugino, il conte di Suffolk, Henry Bowes Howard, IV conte di Berkshire gli succedette anche in questi titoli. (per il seguito della storia della famiglia vedi la voce conte di Suffolk).

## Conti di Berkshire, prima creazione (1621)
- vedi conte di Abingdon e conte di Lindsey

## Conti di Berkshire, seconda creazione (1626)
- Thomas Howard, I conte di Berkshire (1590–1669)
- Charles Howard, II conte di Berkshire (1615–1679)
- Thomas Howard, III conte di Berkshire (1619–1706)
- Henry Bowes Howard, IV conte di Berkshire (1687–1757) (succeduto come conte di Suffolk nel 1745)

vedi conte di Suffolk per il resto della successione